# M59 (каска)

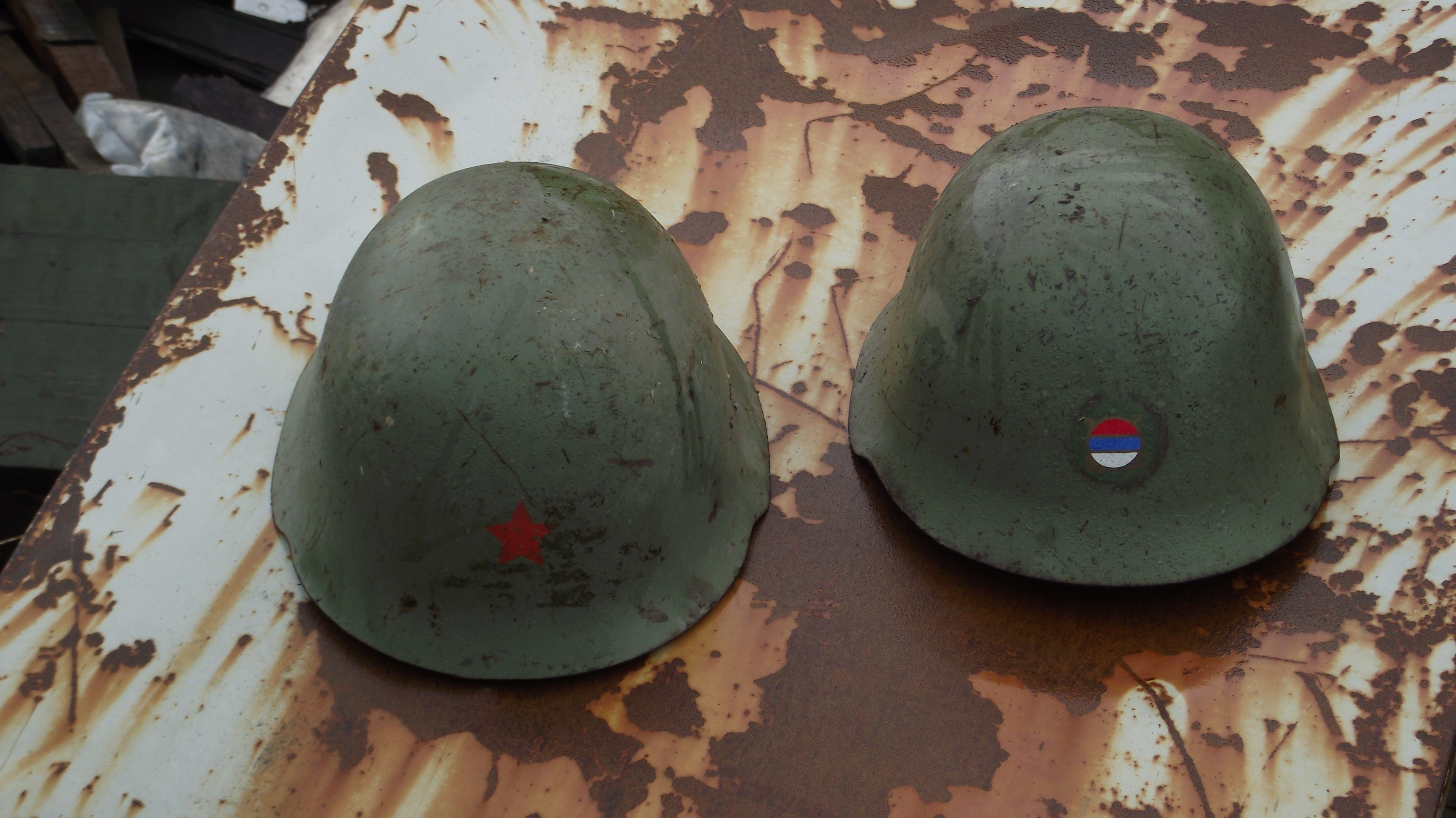
Шлемы М59/85 Югославской народной армии и Войска Республики Сербской

M59 (югославское обозначение — JUŠ-2, Jugoslovenski Univerzalni Šlem Model 1959) — югославский общевойсковой шлем, применявшийся Югославской народной армией, а также армиями и вооружёнными формированиями, образовавшимися после распада Югославии.

## История
В 1946 году Югославская армия имела в своём распоряжении большое количество оставшихся от Вермахта шлемов, с рядом изменений (перекраска, обрезка) принятых на вооружение. Данные образцы представляли собой временное решение, и когда в 1952 году появился шлем отечественной разработки NE44, данные каски были изъяты из действующей армии и в основном утилизированы. NE44, в свою очередь, через некоторое время подвергся модернизации и с 1959 году начал выпускаться под обозначением M-59. На протяжении всего периода производства, шлемы данного типа выпускались в городе Крагуевац.

## Варианты

### М59
Вероятно, форма шлема была вдохновлена Штальхельмом и испанским шлемом М34, имеющим очень похожие профили с обрезанными краями. От предшественника — NE44 — остался подшлемник, являющийся копией лямочной системы американского шлема M1. Спереди на шлемы наносились красные звезды, а также иные эмблемы.

### М85
M85 представляет собой модернизацию базового шлема M59, в которой задняя часть шлема была урезана, чтобы было удобнее лежать, и в нём используется слегка модифицированный подклад с использованием зажимов, чтобы удерживать кожаный налобник на месте.

### М89
В 1989 году был представлен образец шлема М85, выполненный из кевлара, который должен был сменить устаревшие стальные каски М59 и М85. Новый шлем получил обозначение JUŠ M89. Форма этих шлемов была идентична стальной М85, но намного толще и с внешними заклепками для крепления подкладки. Этот тип касок должен был выпускаться параллельно с M59/85, пока не было бы налажено массовое производство. В отличие от своих стальных предшественников, данная каска должна была выпускаться на заводе 11 Oktomvri Eurokompozit в городе Прилеп в югославской Македонии.

## Галерея

Переходная декаль ЮНА, наносившаяся на каски М59/85 с октября 1991 года
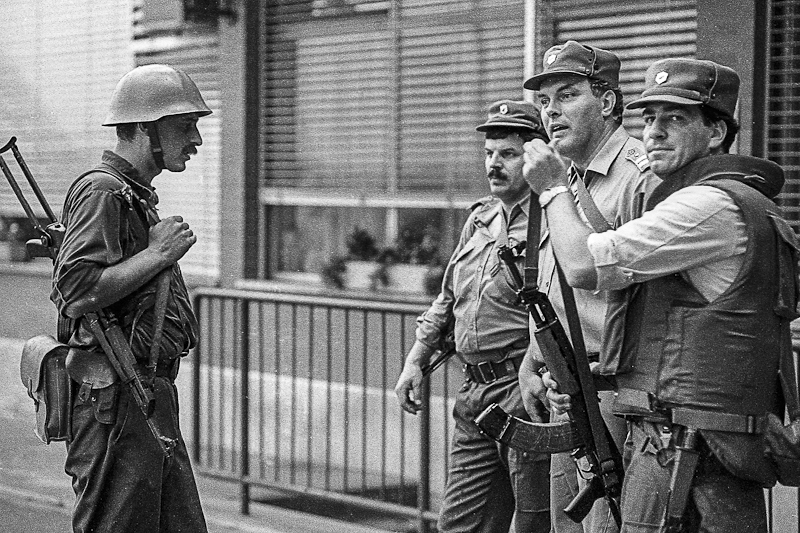
Офицер ЮНА в шлеме М59/85 и словенские милиционеры, июнь 1991
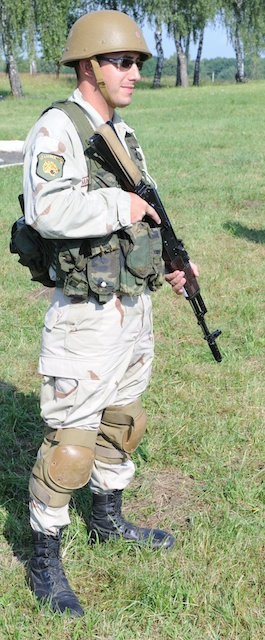
Македонский солдат в шлеме М89, 2012.
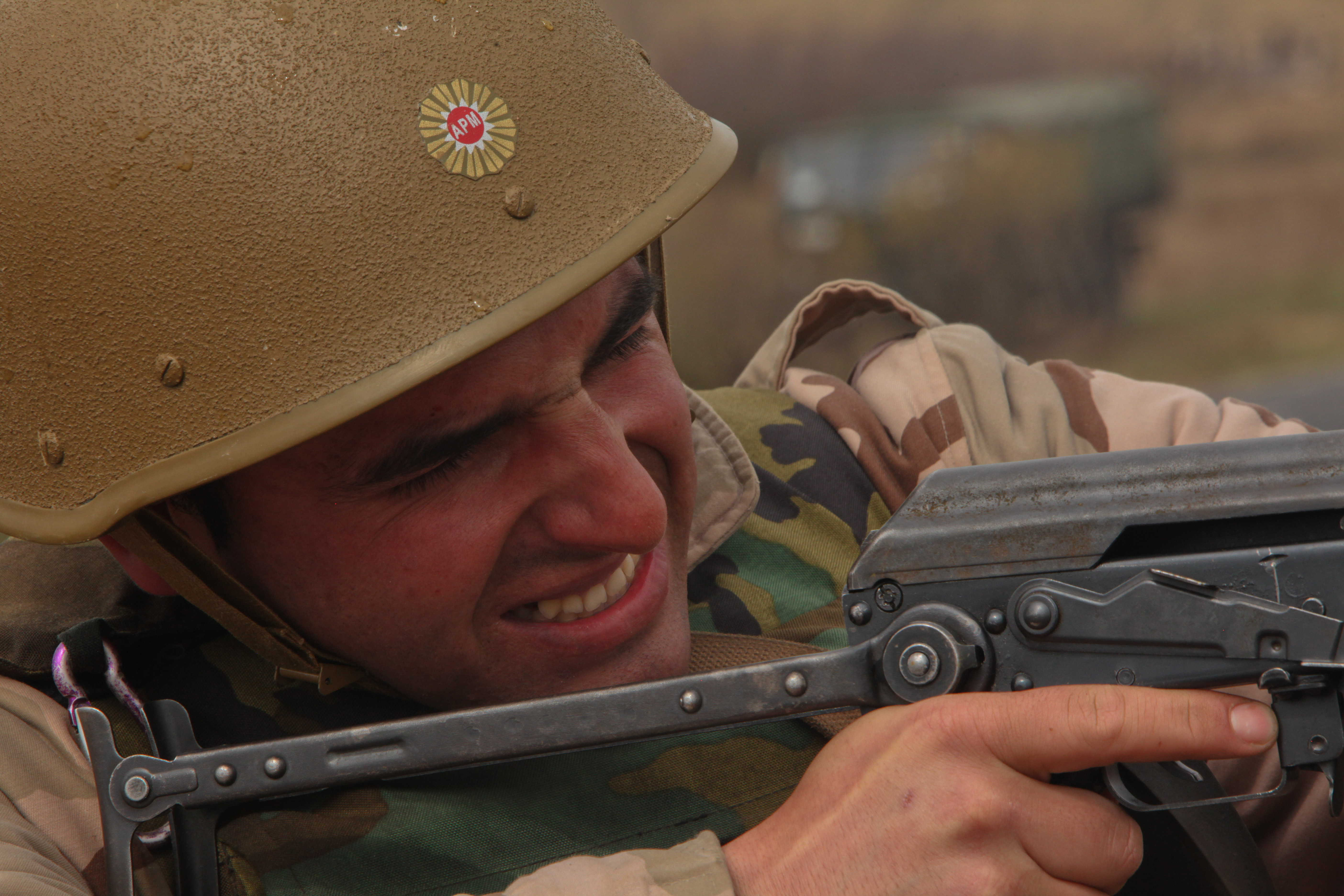
Македонский солдат в шлеме М89, хорошо заметная декаль с эмблемой Армии Республики Македония, 2012.
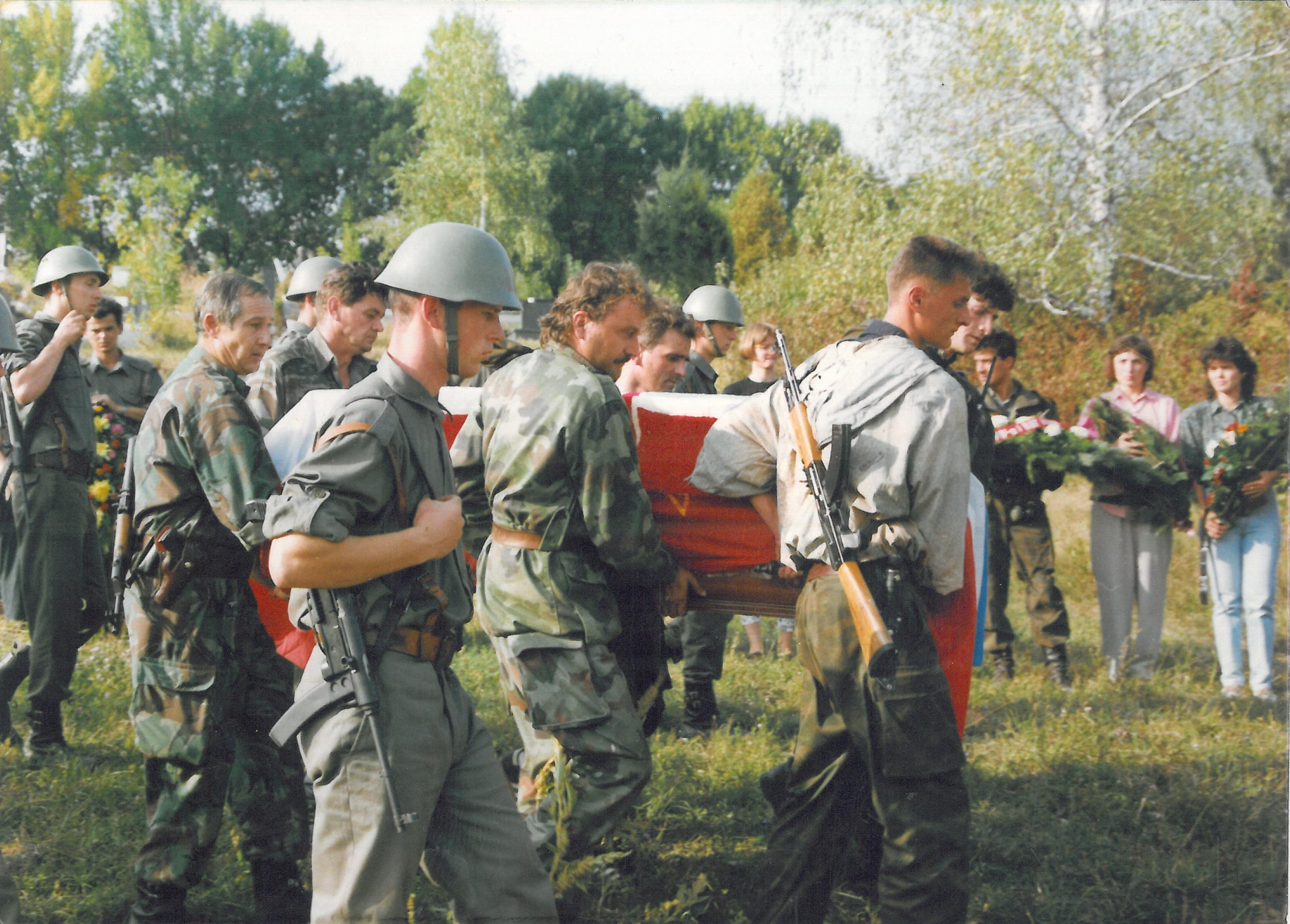
Солдаты армии Республики Сербской в шлемах М59/85 на похоронах Франца Шуберта, 1992.
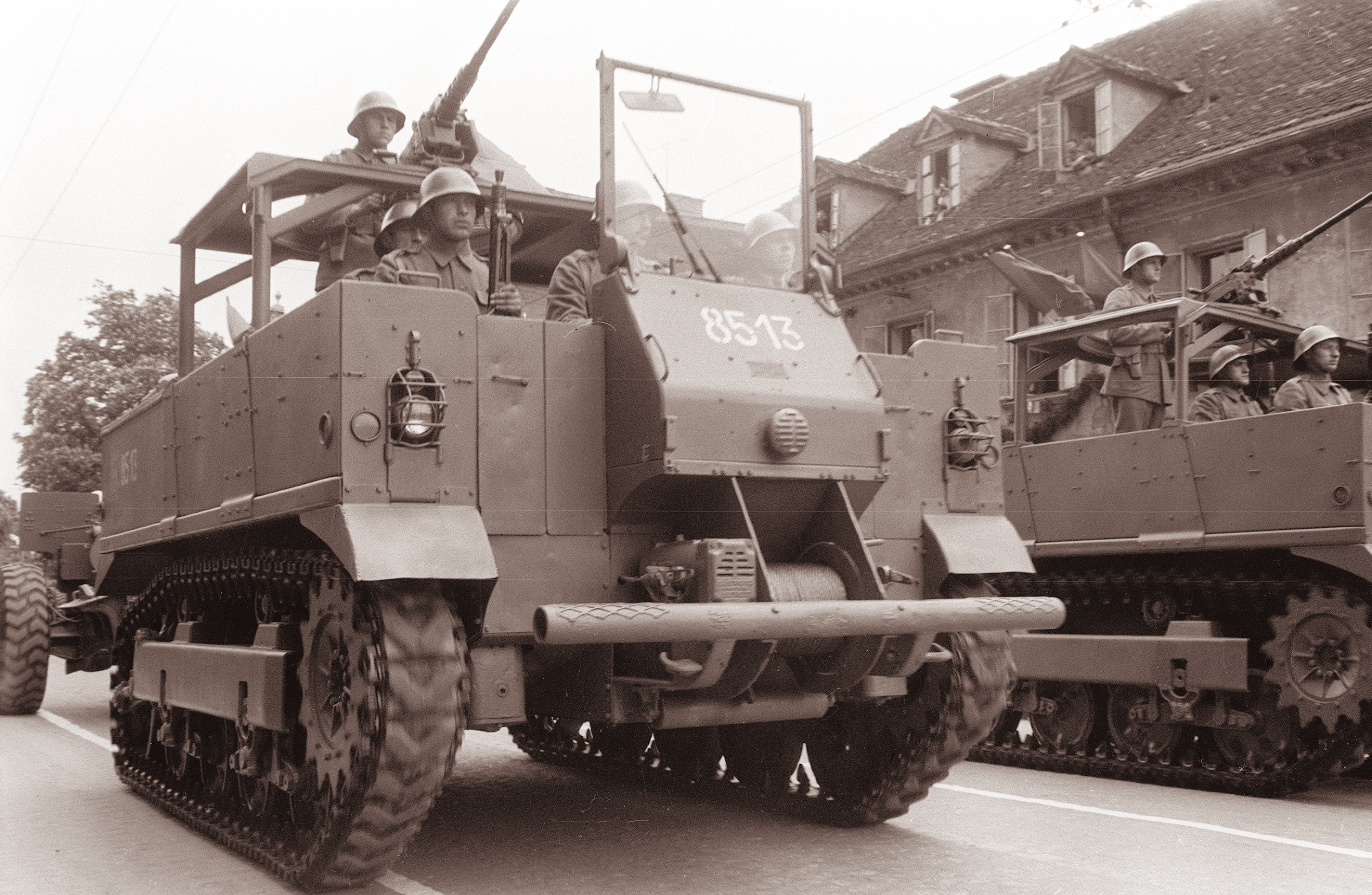
Первомайский парад в Любляне, 1961 год. У солдат на головах шлемы М59.

## Пользователи
- Югославия
- Страны, образовавшиеся после развала СФРЮ.